# Музей Алларда Пирсона
Музей Алларда Пирсона — археологический музей в Амстердаме, находящийся в собственности Амстердамского университета. Назван в честь голландского богослова, историка, искусствоведа и сторонника радикального критицизма — Алларда Пирсона (1831—1896). Торжественное открытие состоялось 12 ноября 1934 года.

## История
Аллард Пирсон был известным в Нидерландах богословом, искусствоведом, а также археологом. В 1877 году он стал первым профессором археологии в Амстердамском университете. В период с 1877 по 1895 год Пирсон собирает коллекцию гипсовых слепков. После смерти Пирсона его должность при Амстердамском университете занимает археолог и искусствовед Ян Сикс (нидерл. Jan Six). Он продолжает начатую работу по сбору разного рода культурных ценностей, внеся свой вклад — большую коллекцию старинных книг и артефактов. В 1932 году сын Алларда Пирсона — Ян Лодевейк Пирсон (старший) (нидерл. Jan Lodewijk Pierson sr.) — учреждает фонд по исследованию и сбору древностей в память об отце. Все гипсовые слепки и старинные книги с артефактами были размещены в здании на набережной восточного берега реки Амстел. После того как фонд стал пополняться подаренными и приобретенными экспонатами, остро встал вопрос о переезде в значительно большее здание. Новым местом стал дом на пересечении улиц Sarphatistraat и Roeterstraat, и 12 ноября 1934 года состоялось официальное открытие Музея Алларда Пирсона. В 1967 году Банк Нидерландов освободил помещение на одной из центральных улиц Амстердама — Oude Turfmarkt, и музею предложили переместить свои фонды в это опустевшее здание. Предложение было принято, и в том же году 6 октября состоялось торжественное открытие с участием принцессы Беатрикс.

## Коллекции
- Ближний Восток — содержит экспонаты государств, что располагались на территории современных Израиля, Ирака, Турции. Содержит множество предметов быта, орудий труда, ритуальных статуэток.
- Египет — содержит большое количество предметов быта, ритуальных статуэток, табличек с иероглифами. Все экспонаты разделены на тематические секции: «3000 лет до н. э.», «3000-2650 лет до н. э.», «Древнее Царство (2650—2200 до н. э.», «2200-2000 лет до н. э.», «Среднее царство 2000—1800 лет до н. э.», «Среднее царство 1800—1550 лет до н. э.», «Новое Царство 1550—1100 лет до н. э.», «Новое Царство 1100—650 лет до н. э.», «Позднее время 650—332 лет до н. э.», «Греко-Римский период от 332 года до н. э.».[4]
- Классический мир — охватывает культуру греков, римлян и этрусков в период с 1000 до н. э. по 500 год н. э. Большинство экспонатов представляют собой скульптуры и изделия из стекла.
- Средневековье — содержит предметы раннехристианской, коптской культуры, а также монастырский инвентарь.[5]

## Интересные факты
В 2014 году Музей Алларда Пирсона был де-факто вовлечен в российско-украинский конфликт. Во время начала аннексии Крыма Россией экспонаты из четырех крымских музеев находились в Амстердаме в рамках выставки «Крым: золото и тайны Черного моря». После ее завершения встал вопрос: какой стране следует возвращать предметы — Украине или России? Взвесив доводы обеих сторон и проведя международные консультации, музей Алларда Пирсона вернул 19 предметов Украине, поскольку де-юре договор о передаче и возвращении материалов для выставки в Амстердаме был подписан с украинской стороной. На данный момент еще 565 экспонатов остаются в фондах музея, ожидая решения судебного разбирательства между Украиной и Россией.
14 декабря 2016 года Окружной суд Амстердама постановил, что все экспонаты необходимо вернуть Украине, чтобы вопрос их принадлежности определил суд Украины (то есть Киев должен рассматривать претензии крымских музеев). Крымские музеи заявили, что будут оспаривать это решение (на оспаривание есть три месяца).
В октябре 2021 года апелляционным судом Амстердама было вынесено решение о передаче коллекции «Скифское золото» Украине.